# Полубояров, Павел Павлович
Па́вел Па́влович Полубоя́ров (3 [16] июня 1901, Тула, Российская империя — 17 сентября 1984, Москва, СССР) — советский военачальник, маршал бронетанковых войск (28.04.1962), Герой Советского Союза (29 мая 1945). Депутат Верховного Совета РСФСР.

## Биография
Родился в Туле. Сын ремесленника. Окончил четырёхклассное городское училище в 1917 году и 5-ю единую трудовую школу. Был членом правления городского союза учащихся Тулы.

### Гражданская война и межвоенный период
В РККА с ноября 1919 года, вступил в армию добровольцем. Окончил Тульские пехотные командные курсы в мае 1920 года, школу высшего командного состава автоброневых частей в октябре 1920 года. Участвовал в гражданской войне в России на Южном фронте, затем, будучи командиром танка 6-го танко-автоброневого отряда, участвовал в подавлении казачьего восстания в районе Уральска и ликвидации банд на Южном Урале. Тем самым Павел Полубояров стал одним из первых советских танкистов, имевших боевой опыт танковых действий ещё в годы Гражданской войны, в отличие от большинства других военачальников, пришедших в танковые войска в межвоенный период из кавалерии и пехоты.
Член РКП(б) с 1920 года.
После гражданской войны окончил Ленинградскую автоброневую школу в 1926 году, курсы ТЭКО в Казани в 1931 году, Военную академию механизации и моторизации РККА имени И. В. Сталина в 1938 году и курсы усовершенствования высшего начсостава при Академии Генерального штаба РККА в январе 1941 года. С октября 1926 года служил командиром учебного взвода 3-го автомотополка (Харьков), с октября 1927 — командиром учебного взвода бронеавтомобилей 12-го автоброневого дивизиона (Бердичев), с декабря 1929 — командиром автобронедивизиона 45-й стрелковой дивизии Украинского военного округа, с ноября 1931 — начальником штаба учебного танкового полка (Киев). С мая 1932 года служил помощником начальника сектора боевой подготовки в управлении автобронетанковых войск Украинского военного округа, с апреля 1934 года — начальник сектора там же.
В 1938 году, после окончания академии, назначен с большим повышением по службе начальником автобронетанкового отдела Забайкальского военного округа. Принимал участие в боевых действиях на Халхин-Голе в 1939 году и за отличия в боях награждён своим первым орденом. С июня 1940 года — заместитель командующего 17-й армией в Забайкальском военном округе. С января 1941 года — начальник автобронетанкового управления Ленинградского военного округа, с марта того же года — Прибалтийского военного округа.

### Великая Отечественная война
Участник Великой Отечественной войны с июня 1941 года. Был начальником автобронетанкового управления Северо-Западного фронта. С марта 1942 года — заместитель командующего Калининским фронтом по танковым войскам. С августа 1942 года — командир 17-го танкового корпуса, который в январе 1943 года преобразован в 4-й гвардейский танковый корпус (после войны стал 4-й гвардейской Кантемировской дивизией). За годы Великой Отечественной войны П. П. Полубояров 15 раз персонально упоминался в приказах Верховного Главнокомандующего СССР И. В. Сталина. Корпус под командованием генерала Полубоярова в составе Воронежского, Юго-Западного и 1-го Украинского фронтов участвовал в контрнаступлении под Сталинградом, битве под Курском, в Житомирско-Бердичевской, Проскуровско-Черновицкой, Львовско-Сандомирской, Карпатско-Дуклинской, Висло-Одерской, Нижне-Силезской и Верхне-Силезской, Берлинской и Пражской операциях. За успешные боевые действия корпус награждён орденами Ленина и Красного Знамени, а самому Полубоярову за умелое управление войсками при овладении Дрезденом и проявленные героизм и мужество 29 мая 1945 года было присвоено звание Героя Советского Союза.

### Послевоенное время

Могила Полубоярова на Новодевичьем кладбище Москвы

После войны около года продолжал командовать корпусом. С апреля 1946 года — командующий 5-й гвардейской танковой армией (Белорусский военный округ). С марта 1949 года — заместитель, а с мая 1953 года — первый заместитель командующего бронетанковыми и механизированными войсками Вооружённых сил СССР. С мая 1954 года — начальник бронетанковых войск Советской Армии. С мая 1969 года и до конца жизни — военный инспектор-советник Группы генеральных инспекторов Министерства обороны СССР.
Депутат Верховного Совета РСФСР 4-7 созывов (1955—1971). Депутат Верховного Совета Белорусской ССР. Член ЦК КП Беларуси.
Похоронен на Новодевичьем кладбище, участок № 5, ряд 32, место 9. На могиле установлен памятник, автор которого скульптор Д. Стреляев. Вместе с П. П. Полубояровым похоронены: жена — Полубоярова Елена Феликсовна (1901—1959); мать — Полубоярова Анна Петровна (1871—1967); сын — Полубояров Владимир Павлович (1928—2014), генерал-майор и его жена — Полубоярова Рэнета Робертовна (1928—2005).

## Воинские звания
- капитан (13.01.1936)
- майор (23.06.1938)
- полковник (3.12.1938)
- генерал-майор танковых войск (10.11.1942)
- генерал-лейтенант танковых войск (19.03.1943)
- генерал-полковник танковых войск (11.05.1949)
- маршал бронетанковых войск (28.04.1962)

## Награды
- Герой Советского Союза, указ Президиума Верховного Совета СССР от 29 мая 1945 года:
  - медаль «Золотая Звезда» № 7313;
- четыре ордена Ленина (14.02.1943; 21.02.1945; 29.05.1945 (№ 38865); 15.06.1981)[5];
- орден Октябрьской Революции (15.06.1971);
- пять орденов Красного Знамени (04.02.1943; 27.08.1943; 03.11.1944; 15.11.1950; 22.02.1968);
- два ордена Суворова II степени (19.03.1943 за № 3[6]; 06.04.1945);
- два ордена Кутузова II степени (10.01.1944; 25.08.1944);
- два ордена Красной звезды (17.11.1939; 15.06.1961);
- орден «За службу Родине в Вооружённых Силах СССР» 3-й степени (30.04.1975);
- медали СССР:
  - Медаль «За воинскую доблесть. В ознаменование 100-летия со дня рождения Владимира Ильича Ленина» (1970);
  - медаль «За оборону Сталинграда» (1942);
  - Медаль «За оборону Москвы» (1944);
  - Медаль «За победу над Германией» (1945);
  - Медаль «За освобождение Праги» (1945);
  - Медаль «Двадцать лет победы в Великой Отечественной войне 1941—1945 гг.» (1965);
  - Юбилейная медаль «Тридцать лет Победы в Великой Отечественной войне 1941—1945 гг.» (1975);
  - Медаль «XX лет Рабоче-Крестьянской Красной Армии» (1938);
  - Медаль «30 лет Советской Армии и Флота» (1948);
  - Медаль «40 лет Вооружённых Сил СССР» (1957);
  - Медаль «50 лет Вооружённых Сил СССР» (1967).
- иностранные награды:
  - Орден Возрождения Польши IV класса (6.10.1973);
  - орден «Виртути Милитари» IV класса (Польша, 19.12.1968);
  - орден «Виртути Милитари» V класса (Польша);
  - орден «Крест Грюнвальда» III класса (Польша);
  - Боевой орден «За заслуги перед народом и Отечеством» в золоте (ГДР, 8.05.1975);
  - Орден Красного Знамени (Чехословакия);
  - Два ордена Красного Знамени (Монголия, 1939, 19.08.1969);
  - Орден «За боевые заслуги» (Монголия, 6.07.1971)
  - медаль «За Одру, Нису и Балтику» (Польша);
  - медаль «Победы и Свободы» (Польша);
  - Медаль «За укрепление дружбы по оружию» I класса (Чехословакия);
  - Медаль «20 лет Словацкому Национальному Восстанию» (Чехословакия);
  - медаль «Китайско-советской дружбы» (КНР);
  - Медаль «30 лет Халхин-Гольской Победы» (Монголия, 1969);
  - Медаль «30 лет Победы над милитаристской Японией» (Монголия, 1975);
  - Медаль «50 лет Монгольской Народной Армии» (Монголия, 1971);
  - Медаль «50 лет Монгольской Народной Революции» (Монголия, 1971);
  - Медаль «60 лет Вооружённым силам МНР» (Монголия, 1981).
  - Знак «Участнику боёв у Халхин-Гола»

## Мемуары
- Полубояров П. П. Стальная гвардия. // Битва за Сталинград. 4-е издание. — Волгоград: Нижне-Волжское книжное издательство, 1973. — С.366—373.

## Память

Мемориальная доска на станции Кантемировка

- Именем маршала Полубоярова названы улица в Москве (1995), улица в микрорайоне «Петровский» в городе Тула, улица в Наро-Фоминске и в посёлке Кантемировка, в с. Новая Усмань Воронежской области
- На здании вокзала железнодорожной станции Кантемировка 18 декабря 2009 года открыта памятная доска Павлу Павловичу Полубоярову, под командованием которого 17-й танковый корпус, входивший в 6-ю армию Воронежского фронта, 19 декабря 1942 года освободил Кантемировку от немецко-фашистских захватчиков[7].
- В 2010 году распоряжением правительства Москвы № 819-РП школе № 770 (Образовательный комплекс № 982) присвоено имя П. П. Полубоярова. В школе функционирует музей, основная тематика которого посвящена боевому пути 4-й гвардейской танковой дивизии.